# Panax ginseng
El término ginseng se usa para denominar a numerosas especies de plantas del género Panax, en latín, panacea, y a otras que no son del género Panax, pero tienen propiedades muy similares. La que en medicina tradicional china se conoce normalmente como ginseng es la especie Panax ginseng C.A.Mey. 1843. 

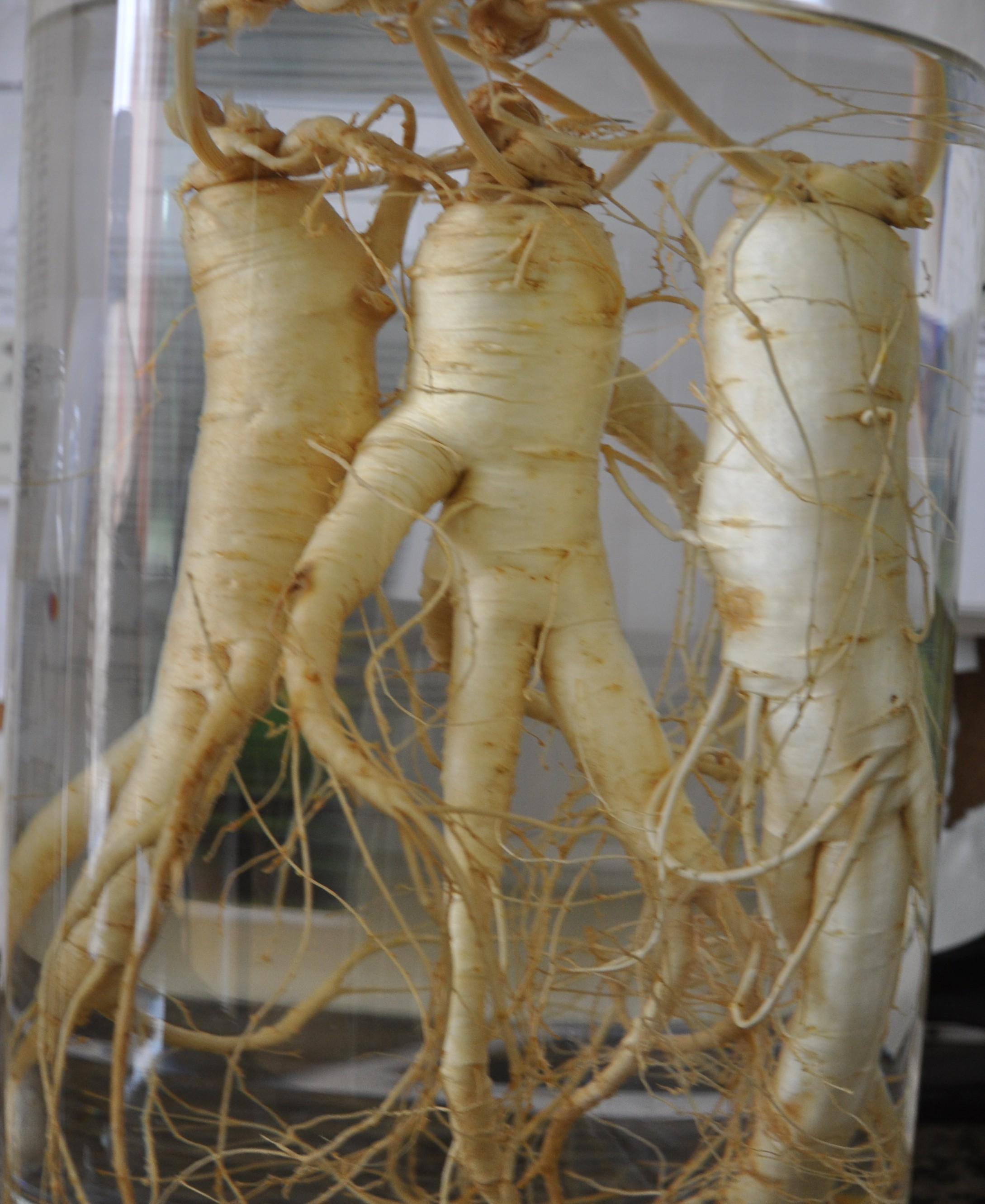
Aspecto antropomórfico de las raíces de P ginseng

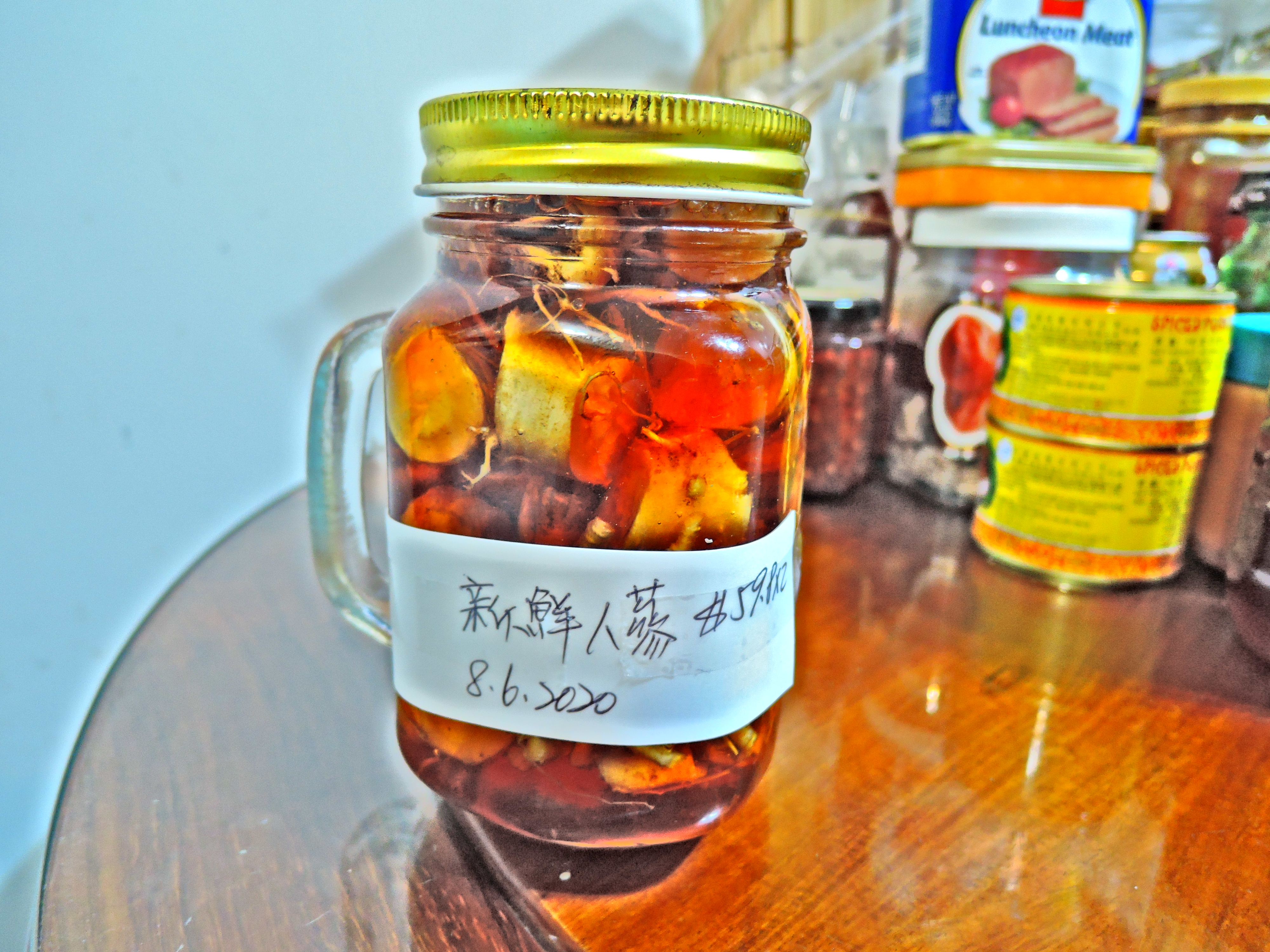
Ginseng con miel de abeja

## Descripción
Panax ginseng, el ginseng es una pequeña planta herbácea de la familia Araliaceae, cuya raíz se utiliza tradicionalmente en la medicina china. Tiene las hojas divididas en 5 lóbulos. Las flores son de color púrpura y se disponen en umbela. Los frutos son dos drupas. La raíz es carnosa y gruesa, y con el tiempo, como ocurre con otras raíces, entre ellas la mandrágora, puede adoptar una forma que recuerda a la figura humana. Las raíces que tienen más años de crianza, son las más ricas en principios activos. Se desarrollan en las zonas frías y estribaciones de las montañas de China, Corea, Rusia, Japón, Canadá y México.

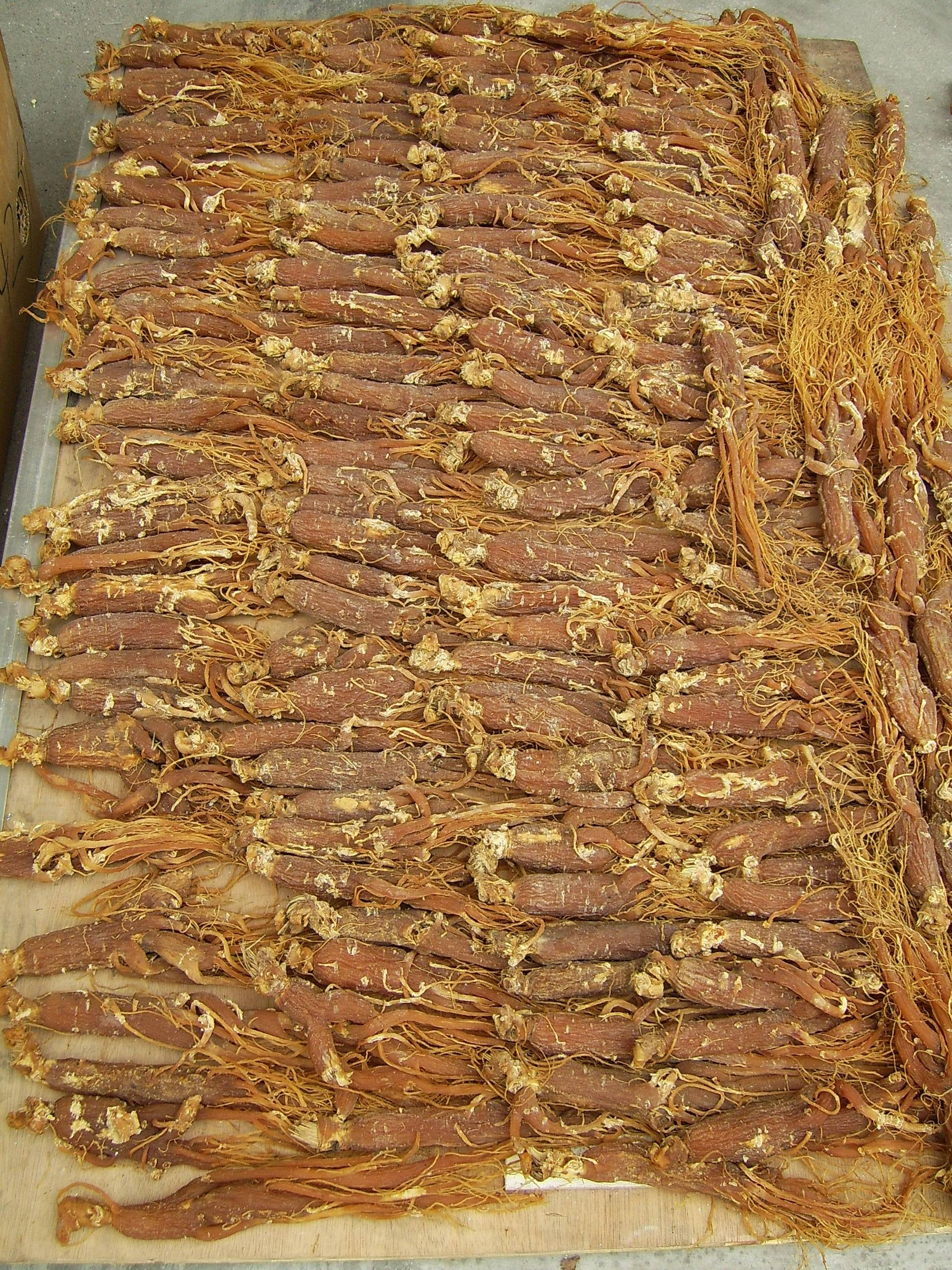
Raíces de ginseng en procesamiento.

## Distribución
La planta es originaria de las regiones montañosas del Extremo Oriente ruso (Manchuria exterior), noreste de China y la península de Corea. Es una planta protegida en Rusia y China, y ahora la mayor parte del ginseng comercial se obtiene de plantas cultivadas en China, Corea y Rusia. También se cultiva en algunas zonas de Japón. La planta es una perenne de crecimiento lento y las raíces generalmente se cosechan cuando las plantas tienen cinco o seis años.

## Uso medicinal
La parte empleada de la planta es la raíz. Popularmente, se utiliza para tratar diversos trastornos de salud (tales como problemas cardíacos, la diabetes, el trastorno por déficit de atención con hiperactividad, etc.), fortalecer la memoria y el sistema inmunitario, mejorar el rendimiento, prevención del cáncer y principalmente da poderes sexuales a los usuarios. No obstante, no existe evidencia científica sólida de su efectividad en ninguno de ellos, por lo que no se puede hacer ninguna recomendación firme sobre su empleo.

## Usos del ginseng
El ginseng en polvo es utilizado desde épocas milenarias en la medicina tradicional China. Sus efectos en la salud reproductiva han sido confirmados por la comunidad científica. El consumo de 900 mg de ginseng diarios es efectivo para estimular la producción de hormonas sexuales en hombres, así como de la cantidad y la calidad de los espermatozoides.

## Nombres
Panax ginseng se llama Rénshēn (人蔘, 人参, 人參; tdl. ‘ginseng’) en chino, Insam (인삼; 人蔘) en coreano y Ninjin (人参) en japonés.

## Otras plantas denominadas "Ginseng"
Plantas del género Panax:
- Panax japonicus: ginseng japonés
- Panax pseudoginseng: ginseng de los Himalayas
- Panax quinquefolius: ginseng norteamericano
- Panax trifolius: ginseng enano
- Panax vietnamensis: ginseng vietnamita
  - Panax vietnamensis var. fuscidiscus

Además, existen otras especies que también se nombran como ginseng por los efectos semejantes que presentan, pero que no son del género Panax:
- Eleutherococcus senticosus: eleuterococo o ginseng siberiano
- Pseudostellaria heterophylla: ginseng príncipe
- Pseudostellaria heterphylla: ginseng menor
- Angelica sinensis: ginseng hembra o Dong Quai
- Lepidium meyenii: ginseng peruano o Maca
- Gynostemma pentaphyllum: ginseng del sur o Jiaogulan
- Withania somnifera: ginseng indio o Ashwaganda (también bufera, oroval)
- Pfaffia paniculata: ginseng de Brasil

## Taxonomía
Panax ginseng fue descrita por Carl Anton von Meyer y publicado en Bulletin de la Classe Physico-Mathématique de l'Académie Impériale des Sciences de Saint-Pétersbourg 1: 350. 1843.
Sinónimos
- Aralia ginseng (C.A.Mey.) Baill.
- Aralia quinquefolia var. ginseng (C.A.Mey.) auct.
- Panax chin-seng Nees
- Panax quinquefolius var. ginseng (C.A. Mey.) Regel & Maack
- Panax verus Oken[7][8]